# Neaspilota dolosa
Neaspilota dolosa är en tvåvingeart som beskrevs av Benjamin 1934. Neaspilota dolosa ingår i släktet Neaspilota och familjen borrflugor. Inga underarter finns listade i Catalogue of Life.